# 김문생
김문생(1961년 1월 30일~)은 대한민국의 애니메이션 영화 감독, 시나리오 작가이다.

## 학력
- 홍익대학교 시각디자인 학사
- 홍익대학교 산업미술대학원 무대디자인 석사

## 약력
- 1993~2000년 계원조형예술대학 영상디자인과 교수
- 1996년~ 양철집 대표이사, 감독
- 2005~2010년 홍익대학교 영상대학원 교수

## 작품
- 2003년 《원더풀 데이즈》
- 2010년 《사비의 꽃》

## 수상
- 제27회 창조적인 수상 미국, 금메달
- 한국 방송 상업 수상 1988
- 서울 국제 만화 애니메이션 페스티벌 1996
- 피나클 결승전 1997